# Marilyn Ferguson

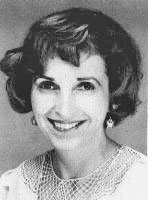
Marilyn Ferguson

Marilyn Ferguson (5 de abril de 1938 — 19 de outubro de 2008) foi uma escritora estadunidense, mais conhecida por sua obra A Conspiração Aquariana, lançada em 1980.